# Romanizzazione della lingua cinese
La romanizzazione della lingua cinese è l'uso dell'alfabeto latino per scrivere il cinese. Poiché questa è una lingua tonale con alfabeto logografico, i suoi caratteri non rappresentano direttamente dei fonemi. Nel corso degli anni sono stati elaborati diversi sistemi di romanizzazione della lingua cinese. Dal 1982 l'Hanyu Pinyin è diventato il principale metodo internazionale in uso per la trascrizione del cinese, dopo essere stato adottato ufficialmente dalla Repubblica Popolare Cinese negli anni '70. Tra i sistemi maggiormente noti prima dell'introduzione del Pinyin vanno annoverati il Wade-Giles e la romanizzazione Yale. Il pinyin viene attualmente impiegato dagli organismi internazionali, sulla carta stampata, nei media, nelle traduzioni letterarie e nei vari ambiti in cui si rende necessario riferirsi a termini cinesi in produzioni di lingua occidentale.
I sistemi di romanizzazione del cinese sono un utile strumento per gli studenti stranieri del cinese, poiché servono a indicare la pronuncia di caratteri a loro non familiari. Possono anche essere di aiuto per chiarire la pronuncia in casi ambigui: ad esempio, la pronuncia corretta del mandarino standard (la lingua ufficiale della Repubblica Popolare Cinese) rappresenta talvolta un problema per alcuni parlanti di altre lingue cinesi mutuamente inintelligibili che non parlano correntemente il mandarino. I sistemi di romanizzazione sono un utile strumento per l'immissione dei caratteri cinesi nei computer, attività resa difficile dal fatto che da un lato le normali tastiere QWERTY sono progettate per l'alfabeto latino, dall'altro i dizionari cinesi hanno complesse regole di ordinamento per i caratteri.
Mediante l'impiego dei sistemi di romanizzazione diviene possibile elencare i caratteri alfabeticamente in base alla trascrizione della loro pronuncia in caratteri latini, rendendo possibile una maggior efficienza e velocità nella scrittura dei caratteri tramite tastiera.

## Origini
I grammatici indiani del sanscrito che giunsero in Cina duemila anni fa per lavorare sulla traduzione delle scritture buddhiste in cinese e sulla trascrizione dei termini buddhisti in cinese, scoprirono la struttura del "suono iniziale", del "suono finale" e del "tono soprasegmentale" delle sillabe del cinese parlato. Questa comprensione si riflette nella precisione del sistema fanqie ed è il principio centrale di tutti i sistemi moderni. Sebbene il sistema fanqie fosse ideale per indicare la pronuncia di caratteri singoli, isolati, nella letteratura cinese classica, era impraticabile per la pronuncia di lingue cinesi parlate essenzialmente polisillabiche, colloquiali, come il mandarino.
A parte la struttura sillabica, nella romanizzazione è necessario anche indicare i toni. I toni infatti distinguono la definizione di tutti i morfemi in cinese e la definizione di una parola è spesso ambigua in loro assenza. Certi sistemi come il Wade-Giles indicano il tono con un numero che segue la sillaba, cioè ma1, ma2, ma3, ecc. Altri, come il Pinyin, indicano il tono con dei segni diacritici, come mā, má, mǎ, e simili. Ancora, il sistema del Gwoyeu Romatzyh aggira la questione di introdurre simboli non letterali cambiando le lettere dentro la sillaba, come in mha, ma, maa, mah, ciascuna delle quali contiene la stessa vocale, ma un tono diverso.

## Usi

### Per i noncinesi
- Rendere le convenzioni dell'effettiva pronuncia del cinese parlato intelligibili agli studenti di lingua non cinese, specialmente quelli senza alcuna esperienza di una lingua tonale.
- Rendere la struttura sintattica di una lingua cinese intelligibile a coloro che hanno familiarità soltanto con la grammatica latina.
- Trascrivere la pronuncia per la citazione di specifici caratteri cinesi secondo le convenzioni di pronuncia di una specifica lingua europea, per consentire l'inserimento di quella pronuncia cinese in un testo occidentale.
- Consentire la comunicazione istantanea in "cinese colloquiale" tra parlanti cinesi e non cinesi attraverso un frasario.

### Per i cinesi

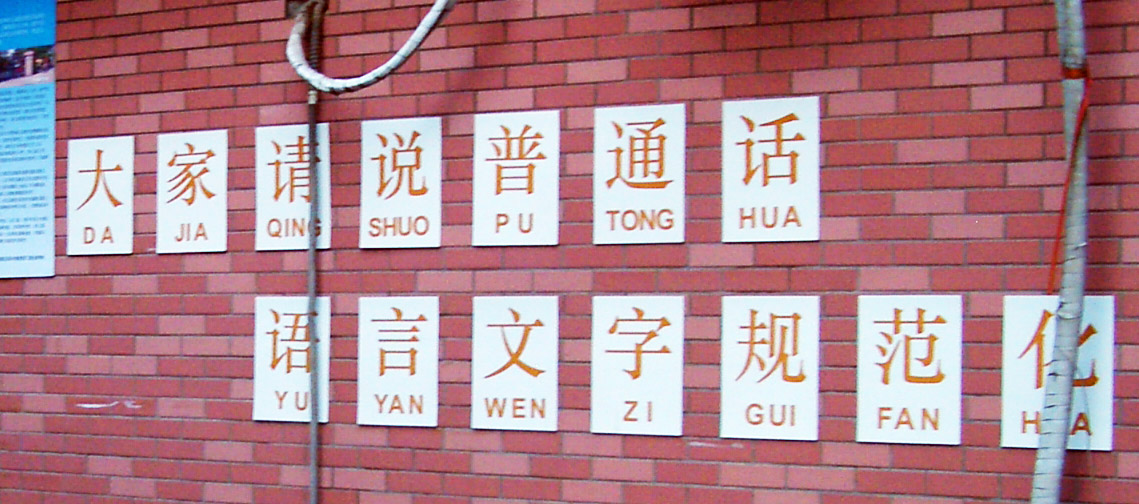
I manifesti e gli slogan dentro e intorno alle scuole cinesi spesso hanno ciascun carattere annotato con la sua lettura in cinese standard in Pinyin.

- Identificare la pronuncia specifica di un carattere all'interno di un determinato contesto[1] (ad es. 行: xíng (camminare; comportamento, condotta) o háng (un negozio)). Tale sistema deve funzionare verticalmente lungo la pagina, da destra a sinistra, e da sinistra a destra.[2]
- Recitare un testo cinese in mandarino per alcuni parlanti alfabetizzati di un'altra lingua cinese mutuamente inintelligibile, come il cantonese, che non parlano correntemente il mandarino.
- Imparare il cinese classico o moderno da parlanti mandarini nativi.
- Usare una tastiera QWERTY ordinaria.
- Sostituire i caratteri cinesi portare l'alfabetizzazione funzionale a parlanti mandarini nativi che non sanno né leggere né scrivere.
- Indicizzare i libri, ordinare le voci dei dizionari e catalogare in generale.
- Insegnare il cinese parlato e scritto agli stranieri.

## Sistemi non cinesi
I sistemi Wade, Wade-Giles e postale sopravvivono in forma residuale nella letteratura occidentale, nei testi di autori anglofoni antecedenti l'adozione del sistema Hanyu Pinyin come standard internazionale nel 1982. A partire dagli anni Ottanta il Pinyin si è sempre più diffuso, soppiantando di fatto tutti gli altri sistemi di trascrizione. Le ristampe di testi editi nei decenni precedenti comportano di norma la revisione delle trascrizioni, che dai sistemi precedenti vengono aggiornate al Pinyin.

### Sistemi missionari

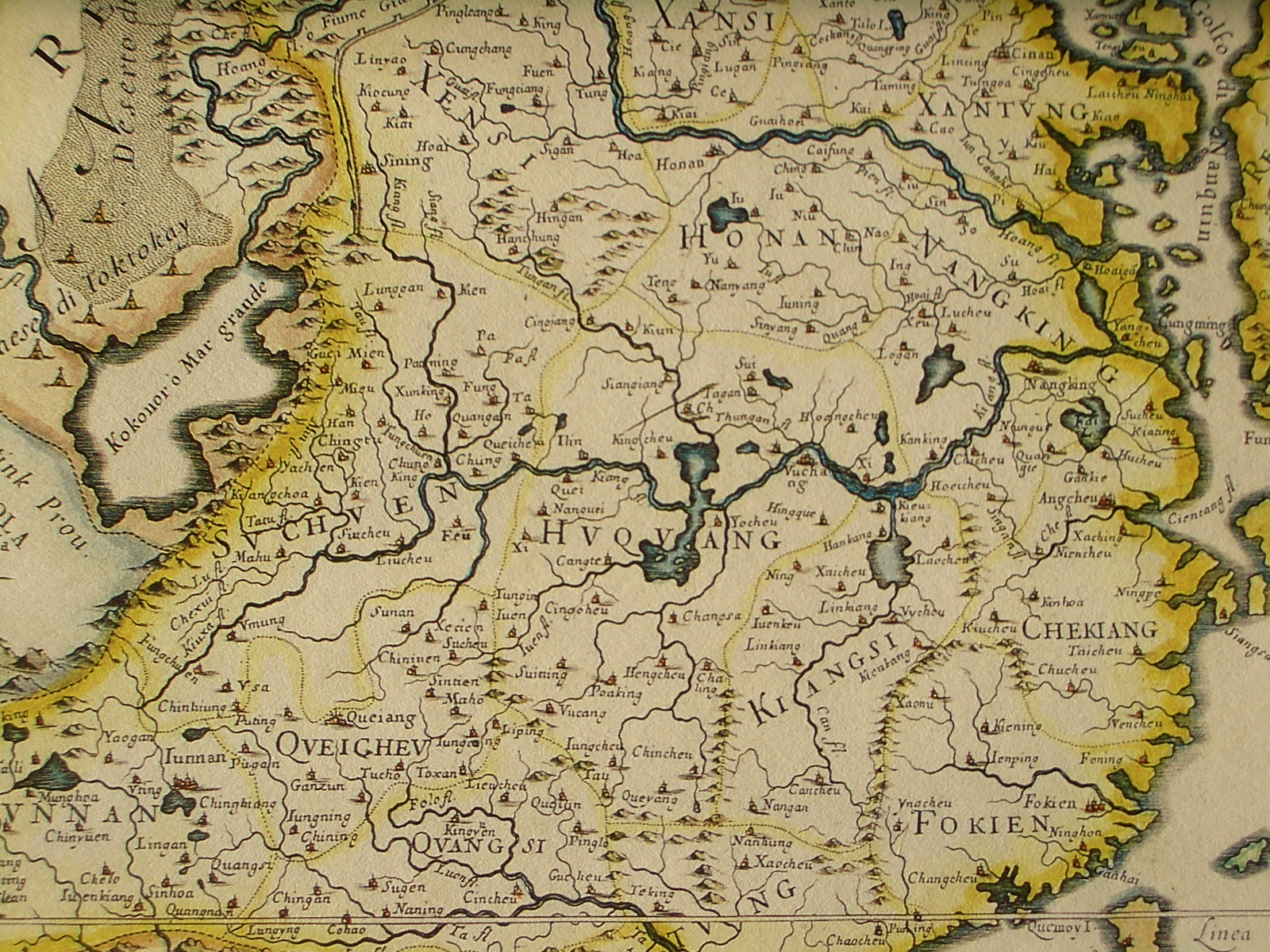
Una mappa del XVII secolo che usa la trascrizione tipica di allora tipica dei toponimi cinesi. Si noti l'uso sistematico di x dove il Pinyin ha sh, di si dove il Pinyin ha xi e di qv dove il Pinyin usa gu.

I primi missionari cattolici dall'Europa usavano il latino come loro lingua internazionale, e i nomi latinizzati di alcuni famosi antichi pensatori cinesi sono usati ancora oggi. Per esempio, "Confucius" (in italiano Confucio) può essere analizzato in quattro parti: "con" (una versione regionale del suono del nome di famiglia cinese Kong), "fu" (invariato in altri sistemi comuni di romanizzazione), "ci" ("tzu" in Wade-Giles, "dz" in Yale e "zi" in Pinyin) e "us", che fu aggiunto per dare al nome la forma grammaticale latina comune per un nome maschile. La parte "fuci" del nome significa "gran maestro", così l'intera parola rappresenta l'appellativo "Gran Maestro Kong". Similmente, il secondo più importante confuciano fu chiamato in latino "Mencius" (in italiano Mencio). Esso consiste di "meng" (un cognome cinese comune), di "ci" ("tzu" o "zi", che significa "maestro") e della desinenza maschile. Così il suo nome latino significa "Maestro Meng".
Si pensa che il primo sistema coerente per trascrivere le parole cinesi in latino sia stato ideato nel 1583-88 da Matteo Ricci e Michele Ruggieri per il loro dizionario portoghese-cinese — il primo dizionario europeo-cinese di tutti i tempi. Sfortunatamente, il manoscritto fu riposto nel luogo sbagliato negli Archivi gesuiti di Roma e fu riscoperto solo nel 1934. Il dizionario fu pubblicato finalmente nel 2001. Durante l'inverno del 1598, Ricci, con l'aiuto del suo collega gesuita Lazzaro Cattaneo (1560-1640), compilò anche un dizionario cinese-portoghese, nel quale i toni delle sillabe cinesi romanizzate erano indicati con segni diacritici. Anche quest'opera è stata persa e mai più ritrovata.
Il sistema di Cattaneo, con la sua presa in considerazione dei toni, non andò tuttavia perduto. Fu usato ad esempio da Michał Boym e dai suoi due assistenti cinesi nella prima pubblicazione del testo originale e romanizzato della stele nestoriana, che apparve in China Illustrata (1667) — un'opera di portata enciclopedica compilata da Athanasius Kircher.
In seguito, molti sistemi linguisticamente completi furono elaborati dai Protestanti, come la romanizzazione di Legge. Nelle loro attività missionarie essi entrarono in contatto con molte lingue nel Sud-est asiatico e crearono sistemi che potessero essere usati coerentemente in tutte le lingue delle quali si interessavano.

### Wade-Giles
Il primo sistema a essere ampiamente accettato fu il sistema (1859) del diplomatico britannico Thomas Wade, rivisto e migliorato da Herbert Giles nel sistema Wade-Giles (1892). A parte la correzione di un numero di ambiguità e incoerenze all'interno del sistema Wade, l'innovazione del sistema Wade-Giles era che indicava anche i toni.
Un importante inconveniente del sistema Wade-Giles era che richiedeva l'uso di apostrofi, segni diacritici e cifre in apice (come Ch'üeh4), le quali, malgrado la loro importanza cruciale, erano spesso omesse nei testi non specialistici; perciò, senza caratteri abbinati, le sillabe "cinesi" non trasmettevano la pronuncia mandarina e potevano risultare profondamente ambigue.

### Sistema EFEO
Il sistema, messo a punto nel 1902 da Séraphin Couvreur dell'École française d'Extrême-Orient (EFEO), fu usato nella maggior parte del mondo di lingua francese per traslitterare il cinese fino alla metà del XX secolo, dopodiché fu gradualmente sostituito dell'Hanyu Pinyin.

### Sistema postale
La romanizzazione del sistema postale cinese, standardizzata nel 1906, era basata sugli stili di romanizzazione francesi, ed era usata esclusivamente per i nomi di luogo.

### Sistema Yale
Il sistema di romanizzazione Yale fu creato all'Università di Yale durante la seconda guerra mondiale per facilitare la comunicazione tra il personale militare statunitense e i loro omologhi cinesi. Esso usa un'ortografia dei fonemi mandarini più regolare di altri sistemi dell'epoca.
Questo sistema fu usato per molto tempo, perché era impiegato nei frasari e nel sistema di Yale di insegnamento del cinese. Il sistema di Yale insegnava il mandarino usando modelli cinesi parlati, colloquiali. Inoltre, negli anni 1960 e 1970, in Australia, nel Regno Unito e negli Stati Uniti, le scelte di apprendere i caratteri cinesi semplificati o tradizionali e di usare l'Hanyu Pinyin o il Gwoyeu Romatzyh avevano anche connotazioni politiche di allinearsi rispettivamente con il Partito Comunista Cinese o con il Kuomintang. Molti cinesi d'oltremare e accademici occidentali presero posizione. Da questo punto di vista, i libri di testo di Yale, il sistema didattico di Yale e il sistema di romanizzazione di Yale rappresentavano una "terza via" e si qualificavano, quindi, come una sorta di scelta neutrale. Il sistema Yale è stato da allora soppiantato dal sistema cinese dell'Hanyu Pinyin.

## Sistemi cinesi

### Qieyin Xinzi
Il primo sistema indigeno moderno di romanizzazione cinese, il Qieyin Xinzi ("Nuovo alfabeto fonetico"), fu sviluppato nel 1892 da Lu Zhuangzhang (盧戇章) (1854–1928). Era usato per scrivere i suoni del dialetto di Xiamen della lingua min meridionale. Alcuni inventarono anche altri sistemi fonetici.

### Bopomofo

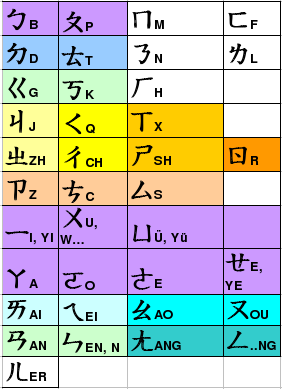
Simboli del Bopomofo confrontati con il Pinyin

Wu Jingheng (吳敬恆) (che aveva sviluppato un "alfabeto dei germogli di soia") e Wang Zhao (王照) (che aveva sviluppato un alfabeto mandarino, il Guanhua Zimu, nel 1900) e Lu Zhuangzhang fecero parte della Commissione sull'unificazione della pronuncia (1912–1913), che mise a punto il rudimentale sistema Jiyin Zimu (記音字母) di Zhang Binglin nel sistema fonetico specifico del mandarino ora noto come Zhuyin Fuhao (注音符號) o Bopomofo, che fu infine approvato il 23 novembre 1918.
La caratteristica significativa del Bopomofo è che è composto interamente di "caratteri ruby" che possono essere scritti accanto a qualsiasi testo cinese scritto verticalmente, da destra a sinistra, o da sinistra a destra. I caratteri all'interno del sistema sono caratteri fonetici unici, e non fanno parte dell'alfabeto latino. In questo senso, il Bopomonfo non è tecnicamente una forma di romanizzazione, ma poiché si usa per la trascrizione fonetica, è spesso raggruppato insieme ai sistemi di romanizzazione.

### Gwoyeu Romatzyh

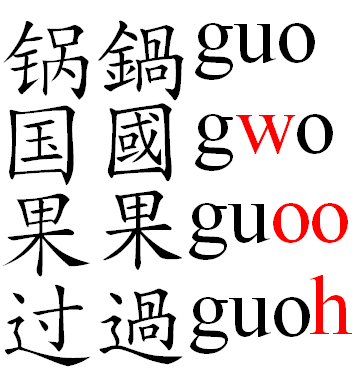
I quattro toni di guo scritti in caratteri cinesi e in Gwoyeu Romatzyh. Si notino le differenze di ortografia, evidenziate in rosso, per ciascun tono.

Nel 1923, il Ministero dell'educazione del KMT istituì una Commissione per l'unificazione della lingua nazionale che, a sua volta, formò un'unità di undici membri dedicata al tema della romanizzazione. Le circostanze politiche del tempo impedirono un qualsiasi esito positivo dalla formazione di questa unità.
Un nuovo sottocomitato operativo volontario fu formato in modo indipendente da un gruppo di cinque studiosi che sostenevano con forza l'utilità della romanizzazione. Il comitato, che si riunì ventidue volte in un periodo di dodici mesi (1925–1926), era costituito da Zhao Yuanren, Lin Yutang, Qian Xuantong, Li Jinxi (黎锦熙) e un certo Wang Yi. Essi svilupparono il sistema Gwoyeu Romatzyh, proclamato il 26 settembre 1928. L'aspetto più distintivo di questo nuovo sistema era che, anziché affidarsi ai segni o ai numeri, esso indicava le variazioni tonali della "sillaba radicale" mediante una variazione sistematica nell'ambito dell'ortografia della sillaba stessa. L'intero sistema poteva essere scritto con una tastiera QWERTY standard.
Malgrado il fatto che fosse stato creato per sostituire alla fine i caratteri cinesi, e che fosse stato costruito da linguisti, il Gwoyeu Romatzyh non fu mai usato estesamente per alcuno scopo diverso dal rendere la pronuncia di specifici caratteri cinesi nei dizionari. E, mentre l'indicazione "dentro la sillaba" del tono aveva senso per gli utenti occidentali, la complessità del suo sistema tonale era tale che esso non fu mai popolare tra gli utenti cinesi.

### Latinxua Sinwenz
Il lavoro teso a costruire il sistema Latinxua Sinwenz cominciò a Mosca fin dal 1928 quando l'Istituto sovietico per le ricerche scientifiche sulla Cina cercò di creare un mezzo attraverso il quale la grande popolazione cinese che viveva nella regione estremo-orientale dell'U.R.S.S. potesse essere alfabetizzata, facilitando la loro ulteriore educazione.
Questo sistema era significativamente diverso da tutti gli altri schemi di romanizzazione in quanto, fin dall'inizio stesso, era inteso che il sistema Latinxua Sinwenz, una volta consolidatosi, avrebbe soppiantato i caratteri cinesi. Decisero di usare l'alfabeto latino perché pensavano che sarebbe servito al loro scopo meglio dell'alfabeto cirillico. Diversamente dal Gwoyeu Romatzyh, con il suo complesso metodo di indicare i toni, il sistema Latinxua Sinwenz non indica affatto i toni e non è specifico per il mandarino e così potrebbe essere usato per altre lingue e dialetti cinesi.
L'eminente studioso cinese residente a Mosca Qu Qiubai (1899–1935) e il linguista russo V. S. Kolokolov (1896–1979) misero a punto un sistema di romanizzazione prototipo nel 1929.
Nel 1931 uno sforzo coordinato tra i sinologi sovietici B. M. Alekseev, A. A. Dragunov e A. G. Šrprincin, e gli studiosi cinesi residenti a Mosca Qu Qiubai, Wu Yuzhang, Lin Boqu (林伯渠), Xiao San, Wang Xiangbao e Xu Teli fondò il sistema Latinxua Sinwenz. Il sistema era sostenuto da numerosi intellettuali cinesi come Guō Mòruò e Lu Xun, e furono condotti esperimenti fra 100.000 lavoratori immigranti cinesi per circa quattro anni e più tardi, nel 1940–1942, nella Regione di Confine cinese  dello Shaanxi-Gansu-Ningxia controllata dai comunisti. Nel novembre 1949, le ferrovie nel nord-est della Cina adottarono il sistema Latinxua Sinwenz per tutte le loro telecomunicazioni.
Per un tempo, il sistema fu molto importante nel diffondere l'alfabetizzazione nella Cina settentrionale; e più di 300 pubblicazioni per un totale di mezzo milione di numeri apparvero in Latinxua Sinwenz. Tuttavia:

### Hanyu Pinyin
Nell'ottobre 1949, fu fondata l'Associazione per la riforma della lingua cinese scritta. Wu Yuzhang (uno dei creatori del Latinxua Sinwenz) fu nominato Presidente. Tutti i membri del suo iniziale organismo di governo appartenevano o al movimento del Latinxua Sinwenz (Ni Haishu (倪海曙), Lin Handa (林汉达), ecc.) o al movimento del Gwoyeu Romatzyh (Li Jinxi (黎锦熙), Luo Changpei (羅常培), ecc.). Per la maggior parte, essi erano anche linguisti altamente addestrati. La loro prima direttiva (1949–1952) fu di assumere "il progetto fonetico che adotta l'alfabeto latino" come "il principale obiettivo della [loro] ricerca;" il linguista Zhou Youguang fu messo a capo di questo ramo del comitato.
In un discorso tenuto il 10 gennaio 1958, Zhou Enlai osservò che il Comitato aveva trascorso tre anni tentando di creare un alfabeto fonetico cinese non latino (avevano anche tentato di adattare lo Zhuyin Fuhao) ma "non si poté ottenere nessun risultato soddisfacente" e "fu allora adottato l'alfabeto latino". Egli affermò anche enfaticamente:
Lo sviluppo del sistema Hanyu Pinyin era un processo complesso che implicava decisioni su molti temi difficili, quali:
- La pronuncia dello Hanyu Pinyin avrebbe dovuto essere basata su quella di Pechino?
- Lo Hanyu Pinyin avrebbe soppiantato completamente i caratteri cinesi scritti, o avrebbe semplicemente fornito una guida alla pronuncia?[35]
- Il sistema tradizionale di scrittura cinese avrebbe dovuto essere semplificato?
- Lo Hanyu Pinyin avrebbe dovuto usare l'alfabeto latino?[36]
- Lo Hanyu Pinyin avrebbe dovuto indicare i toni in tutti i casi (come con il Gwoyeu Romatzyh)?
- Lo Hanyu Pinyin avrebbe dovuto essere specifico per il mandarino, o adattabile agli altri dialetti e alle altre lingue cinesi?
- Lo Hanyu Pinyin era da creare unicamente per facilitare la diffusione del Putonghua in tutta la Cina?[37]

Malgrado il fatto che la "Bozza di schema per un alfabeto fonetico cinese" pubblicata sul "People's China" il 16 marzo 1956 contenesse certi caratteri insoliti e peculiari, il Comitato per le ricerche sulla riforma della lingua ritornò presto all'alfabeto latino, citando le seguenti ragioni:
- L'alfabeto latino è usato estesamente dagli scienziati indipendentemente dalla loro lingua nativa, e i termini tecnici sono scritti frequentemente in latino.
- L'alfabeto latino è semplice da scrivere e facile da leggere. Si usa da secoli in tutto il mondo. È facilmente adattabile al compito di registrare la pronuncia cinese.
- Sebbene l'uso dell'alfabeto cirillico rafforzerebbe i legami con l'U.R.S.S., l'alfabeto latino è comunque familiare alla maggior parte degli studenti russi e il suo uso rafforzerebbe i legami tra la Cina e molti dei suoi vicini del Sud-est asiatico che hanno già familiarità con questo alfabeto.
- Come risposta all'osservazione di Mao Zedong che il "patriottismo culturale" sarebbe un "fattore pesante" nella scelta di un alfabeto: malgrado il fatto che l'alfabeto latino sia "straniero" esso servirà come potente strumento per l'espansione economica e industriale; e, inoltre, il fatto che due dei Cinesi più patriottici, Qu Qiubai e Lu Xun, fossero difensori così strenui dell'alfabeto latino dimostra che la scelta non indica alcuna mancanza di patriottismo.
- In base al fatto che i britannici, i francesi, i tedeschi, gli spagnoli, i polacchi e i cecoslovacchi hanno tutti modificato l'alfabeto latino per il proprio uso, e poiché l'alfabeto latino è derivato dall'alfabeto greco, che, a sua volta, proveniva dal fenicio e dell'egiziano, nell'usare l'alfabeto latino è insito altrettanto disonore di quanto ve n'è nell'usare i numeri arabi e i simboli matematici convenzionali, indipendentemente dal loro luogo d'origine.[38]

Il movimento per la riforma della lingua giunse a uno stallo durante la Rivoluzione Culturale e niente fu pubblicato sulla riforma della lingua o sulla linguistica in generale dal 1966 al 1972. I sottotitoli in pinyin che erano apparsi per la prima volta sulla testata del Quotidiano del Popolo e sul giornale Hong Qi ("Bandiera Rossa") nel 1958 non apparvero affatto tra il luglio 1966 e il gennaio 1977.
Nella sua forma definitiva lo Hanyu Pinyin:
- era usato soltanto per indicare la pronuncia
- era basato esclusivamente sulla pronuncia del dialetto di Pechino
- includeva i segni per i toni
- incarnava il modello tradizionale del "suono iniziale", "suono finale" e "tono soprasegmentale"
- era scritto nell'alfabeto latino.

Lo Hanyu Pinyin si era sviluppato dalla direttiva di Mao del 1951, attraverso la promulgazione il 1º novembre 1957 di una versione in prima stesura ad opera del Consiglio di Stato, per essere approvato dal Consiglio di Stato nella sua forma definitiva nel settembre 1978, e accettato nel 1982 dall'Organizzazione internazionale per la normazione come la norma per la trascrizione del cinese.

## Altre trascrizioni

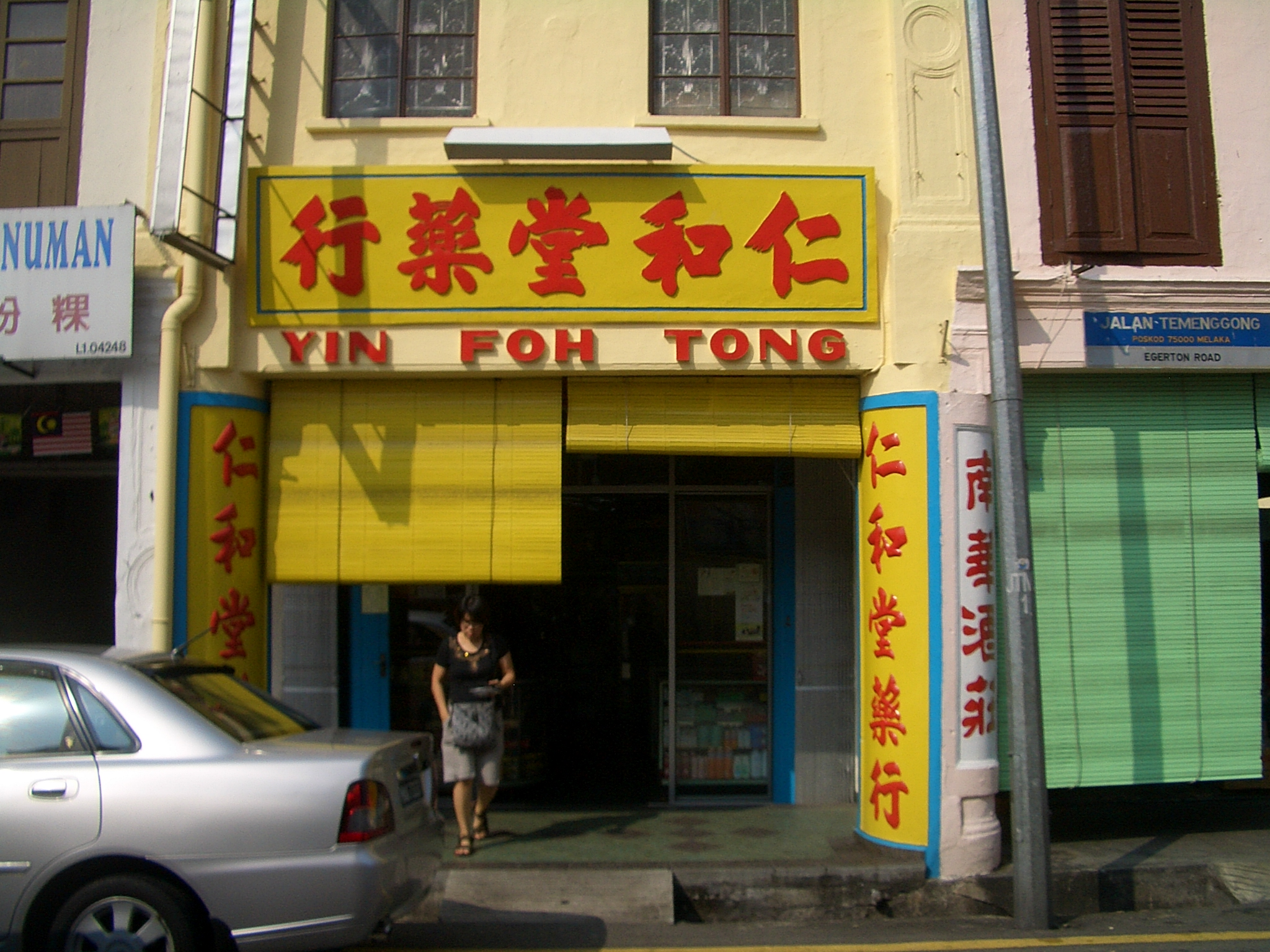
Una varietà di schemi di romanizzazione più o meno ad hoc sono usati dai parlanti di cinese non mandarino del Sud-est asiatico. Ad esempio, il nome di questo emporio di Malacca, 仁和堂 (che sarebbe Ren He Tang in Pinyin), è trascritto come Yin Foh Tong

Le lingue cinesi sono state trascritte foneticamente in molti altri sistemi di scrittura. L'alfabeto Phagspa, ad esempio, ha aiutato a ricostruire la pronuncia delle forme pre-moderne del cinese, ma ignora completamente il tono.
C'è un unico sistema diffuso per la cirillizzazione della lingua cinese, che è il sistema Palladius. La lingua dungana (una varietà del mandarino usata dal popolo dungano dell'Asia centrale) era un tempo scritta in alfabeto latino ma ora impiega il cirillico.
Lo Xiao'erjing è un sistema per trascrivere il cinese usando l'alfabeto arabo.
I volumi di Scienza e Civiltà in Cina di Joseph Needham utilizzano un diverso schema di romanizzazione, derivato dal Wade-Giles. La differenza più notevole è l'inserimento di una h per l'aspirazione (laddove il Wade-Giles userebbe un apostrofo). Quindi l'Hanyu Pinyin tiān / Wade-Giles t'ien1 è reso thien. Si veda l'estratto di SCC  "The Theoretical Background of Laboratory Alchemy". come esempio dell'uso di questo schema.